# Postia
Postia — рід грибів родини Fomitopsidaceae. Назва вперше опублікована 1874 року.